# Out of the Silent Planet
Out of the Silent Planet (ang. z milczącej planety) – singel brytyjskiej heavymetalowej grupy Iron Maiden. Został wydany w dwóch wersjach jako edycja zwykła oraz limitowana.
Autorem okładki edycji limitowanej jest Mark Wilkinson.
Tytułowy utwór pochodzi z płyty Brave New World. Według Bruce’a Dickinsona inspirowany jest filmem Zakazana planeta z 1956. W dużym skrócie tekst opowiada o zniszczeniu środowiska naturalnego Ziemi oraz krytykuje polityków za brak działania w tej kwestii. Tytuł utworu jest zbieżny z tytułem książki C.S. Lewisa Z milczącej planety, lecz jego treść nie łączy się w żaden sposób z treścią powieści.
„Wasted Years” (ang. zmarnowane lata) został pierwotnie zamieszczony na płycie Somewhere in Time. Wersja z „Out of the Silent Planet” została nagrana w 1999 podczas The Ed HunTour – trasy koncertowej promującej płytę Ed Hunter.
„Aces High” (ang. asy przestworzy) to kompozycja z albumu Powerslave. Tak jak w przypadku powyższego utworu, opisywana wersja koncertowa pochodzi z 1999 z The Ed HunTour.

## Lista utworów
1. „Out of the Silent Planet” (Janick Gers, Bruce Dickinson, Steve Harris) – 4:10
2. „Wasted Years” [live] (Adrian Smith) – 5:07
3. „Aces High” [live] (Steve Harris) – 5:24

"Out of the Silent Planet” [video] – 4:10

## Twórcy
- Bruce Dickinson – śpiew
- Dave Murray – gitara
- Adrian Smith – gitara, podkład wokalny
- Janick Gers – gitara, podkład wokalny
- Steve Harris – gitara basowa, podkład wokalny
- Nicko McBrain – perkusja